# Olga Martincová
Olga Martincová (ur. 1945) – czeska językoznawczyni, bohemistka. Do jej zainteresowań naukowych należą: neologia, neografia, słowotwórstwo, terminologia i ortografia.

## Życiorys
Ukończyła studia w zakresie języka czeskiego i pedagogiki na Wydziale Filozoficznym Uniwersytetu Karola (UK) w Pradze. Pracowała jako lektorka języka czeskiego na Uniwersytecie Warszawskim; wykładała na Wydziale Pedagogicznym UK. W 1985 r. została zatrudniona w Instytucie Języka Czeskiego Akademii Nauk Republiki Czeskiej.
Pod jej kierunkiem sporządzono słowniki neologizmów Nová slova v češtině 1, 2 (1998, 2004) oraz publikację zbiorową Neologizmy v dnešní češtině (2005). Zajmuje się też językiem prawniczym.

## Wybrana twórczość
- Problematika neologismů v současné spisovné češtině (1975)
- Materiály ke skladbě spisovné češtiny (1984)
- Malý slovník jazykovědných termínů (1998)
- Nová slova v češtině – Slovník neologizmů (współautorstwo, 1998)
- Nová slova v češtině 2 – Slovník neologizmů (współautorstwo, 2004)
- Neologizmy v dnešní češtině (współautorstwo, 2005)